# Mangunrejo (Kalikajar)
Mangunrejo is een bestuurslaag in het regentschap Wonosobo van de provincie Midden-Java, Indonesië. Mangunrejo telt 2467 inwoners (volkstelling 2010).